# Bartholomäberg
Bartholomäberg – gmina w Austrii, w kraju związkowym Vorarlberg, w powiecie Bludenz. Liczy 2277 mieszkańców (1 stycznia 2015).